# Les Verchers-sur-Layon

Les Verchers-sur-Layon este o comună în departamentul Maine-et-Loire, Franța. În 2009 avea o populație de 883 de locuitori.